# Martin Feldstein
Martin Stuart "Marty" Feldstein ( /ˈfɛldstaɪn/ FELD-styne, 25 de novembro de 1939 — 11 de junho de 2019) foi um economista americano. Foi professor de economia na cadeira George F. Baker, da Universidade de Harvard, e presidente emérito do National Bureau of Economic Research (NBER). Ele atuou como presidente e diretor executivo do NBER de 1978 a 2008 (com exceção de 1982-1984). De 1982 a 1984, Feldstein atuou como presidente do Conselho de Assessores Econômicos e como principal assessor econômico do presidente Ronald Reagan (onde suas visões de déficits de falcões entraram em conflito com as políticas de gastos militares da administração Reagan). Ele também foi membro do grupo consultivo financeiro do Grupo dos Trinta desde 2003.

## Infância e educação
Feldstein nasceu em Nova York em uma família judia e se formou na South Side High School em Rockville Center, Nova York. Ele completou seu ensino de graduação na Universidade de Harvard (BA, Summa Cum Laude, 1961), onde ele era afiliado com Adams House, e depois cursou a Universidade de Oxford (B.Litt., 1963; MA, 1964; D.Phil., 1967 ). Ele era um Research Fellow do Nuffield College, Oxford 1964-1965, um Fellow Oficial 1965-1967, tornando-se posteriormente um membro honorário do Colégio.

## Carreira
Em 1977, ele recebeu a Medalha John Bates Clark da American Economic Association, um prêmio que foi concedido a cada dois anos até 2010, quando começou a ser concedido anualmente. O prêmio é concedido ao economista com menos de 40 anos que é considerado o maior contribuinte para a ciência econômica. Ele está entre os 10 economistas mais influentes do mundo, de acordo com o IDEAS / RePEc. Ele foi autor de mais de 300 artigos de pesquisa em economia e fez contribuições para a economia da saúde, a economia internacional e a economia da segurança nacional. No entanto, ele é conhecido principalmente por suas maiores contribuições para a macroeconomia, finanças públicas e seguro social. Pioneiro de grande parte da pesquisa sobre o mecanismo de trabalho e a sustentabilidade dos sistemas públicos de previdência, ele avançou a compreensão atual dos efeitos do seguro social. Feldstein foi um ávido defensor da reforma da Previdência Social e foi o principal impulsionador da iniciativa do ex-presidente George W. Bush de privatização parcial do sistema de seguridade social. Além de suas contribuições para o campo da economia do setor público, ele também foi autor de outros importantes documentos macroeconômicos. Um de seus trabalhos mais conhecidos neste campo foi sua investigação com Charles Horioka do comportamento de investimento em vários países. Ele e Horioka descobriram que, a longo prazo, o capital tende a permanecer em seu país de origem - ou seja, a poupança de uma nação é usada para financiar suas oportunidades de investimento. Isso já foi conhecido como "o quebra-cabeça Feldstein-Horioka ".  
Em 1997, escrevendo sobre a iminente União Monetária Europeia e o euro, Feldstein advertiu que os "efeitos econômicos adversos de uma moeda única sobre o desemprego e a inflação superariam quaisquer ganhos advindos da facilitação do comércio e dos fluxos de capital" e que, embora "concebidos como um meio para reduzir o risco de outra guerra intraeuropeia ", era mais provável que tivesse o efeito oposto" e "levaria a um aumento dos conflitos na Europa e entre a Europa e os Estados Unidos".
Em 2005, Feldstein foi amplamente considerado um dos principais candidatos a suceder o presidente Alan Greenspan como presidente do Federal Reserve Board. Isto foi em parte devido à sua proeminência no governo Reagan e sua posição como conselheiro econômico para a campanha presidencial de Bush. O New York Times escreveu um editorial defendendo que Bush escolhesse Feldstein ou Ben Bernanke devido às suas credenciais, e na semana da nomeação, The Economist previu que os dois homens tinham a maior probabilidade de seleção fora do campo de candidatos. Em última análise, a posição foi para Bernanke, possivelmente porque Feldstein era membro do conselho da AIG, que anunciou no mesmo ano que iria reafirmar cinco anos de relatórios financeiros anteriores em US$ 2,7 bilhões. Posteriormente, a AIG sofreu um enorme colapso financeiro que desempenhou um papel central na crise econômica mundial de 2007-2008 e na consequente recessão global. A empresa foi resgatada apenas por múltiplas infusões de capital pelo Federal Reserve Bank dos EUA, que estendeu uma linha de crédito de US$ 182,5 bilhões. Embora Feldstein não estivesse explicitamente ligado às práticas contábeis em questão, ele atuou como diretor da AIG desde 1988. Em março de 2007, a Fundação Lynde e Harry Bradley anunciou que um dos quatro prêmios Bradley 2007 para homenagear as conquistas extraordinárias seria concedido a Feldstein. Em 10 de setembro de 2007, Feldstein anunciou que deixaria o cargo de presidente da NBER em junho de 2008.
Feldstein atuou como membro do Conselho Consultivo de Inteligência Estrangeira do Presidente de 2006 a 2009.
Feldstein disse em março de 2008 que acreditava que os Estados Unidos estavam em recessão e poderia ser grave.
Como membro do conselho da AIG Financial Products, Feldstein foi um dos que supervisionaram a divisão da seguradora internacional que contribuiu para a crise da empresa em setembro de 2008. Em maio de 2009, Feldstein anunciou que renunciaria como diretor da AIG. Ele atuou como membro do conselho da Eli Lilly and Company. Ele também atuou anteriormente nos conselhos de várias outras empresas públicas, incluindo JPMorgan e TRW.  
Em 6 de fevereiro de 2009, Feldstein foi anunciado como um dos assessores do presidente dos EUA, Obama, no Conselho Consultivo de Recuperação Econômica do Presidente. Ele atuou como membro do Conselho Consultivo de Recuperação Econômica do Presidente de 2009-2011.
Foi consultor do Departamento de Defesa.
Fez parte do conselho de diretores do Conselho de Relações Exteriores, da Comissão Trilateral, do Grupo dos 30 e do Comitê Nacional de Relações Estados Unidos-China. Feldstein foi convidado a participar das conferências anuais do Grupo Bilderberg em 1996, 1998, 1999, 2001, 2002, 2003, 2005-2008 e 2010 até 2015. Ele também foi membro do Conselho Internacional do JP Morgan Chase, membro do Conselho Consultivo Acadêmico do American Enterprise Institute e membro da British Academy.
Em 2011, ele foi incluído no ranking das 50 Pessoas Mais Influentes no Global Finance da Bloomberg Markets Magazine.
Em 2017, Feldstein juntou-se a um pequeno grupo de "estadistas veteranos republicanos" propondo que os conservadores adotassem os impostos de carbono, com toda a receita reduzida com dividendos, como uma política para lidar com a mudança climática global. O grupo também incluiu James A. Baker III, N. Gregory Mankiw, Henry M. Paulson Jr. e George P. Shultz.

## Publicações significativas

### Economia doméstica e fluxos internacionais de capital[22]
Publicado em 1980, este artigo fez uma contribuição significativa para a economia internacional. Feldstein, juntamente com Charles Horioka, contribuiu para a compreensão geral do mercado internacional de capitais, revelando a essência do fluxo de capital no mercado mundial de capitais. Examinando a relação entre investimento doméstico e poupança interna de 21 países da OCDE, Feldstein e Horioka fornecem estimativas estatísticas revelando que quase todas as poupanças incrementais de um país permanecerão nesse país, apesar de maiores oportunidades de investimento no exterior. Intrigado com a inesperada relação direta entre poupança doméstica e investimento, as descobertas de Feldstein e Horioka tornaram-se conhecidas como o " Enigma de Feldstein-Horioka ".

### Segurança social, aposentadoria induzida e acumulação de capital agregada[23]
Publicado em 1974, este artigo fez uma contribuição significativa para o seguro social. Feldstein facilitou uma maior compreensão dos efeitos da segurança social sobre o consumo das famílias e a poupança. O artigo fornece uma análise teórica do impacto da previdência social sobre a decisão de um indivíduo em relação à aposentadoria e o valor da poupança necessária para essa aposentadoria. Feldstein revelou que a Previdência Social resulta em indivíduos decidindo poupar menos para a aposentadoria e se aposentar mais cedo. A descoberta foi posteriormente contestada porque continha um erro de cálculo. Feldstein e outros autores não concordaram se os resultados corrigidos fizeram uma modificação das conclusões necessárias.

## Ensino
Uma figura bem conhecida no campus de Harvard, Feldstein ensinou a aula de economia introdutória "Análise Social 10: Princípios da Economia" por vinte anos, sendo sucedido por N. Gregory Mankiw. A turma (desde que renomeada como Economics 10) era rotineiramente a maior turma de Harvard e continua sendo assim. Atualmente, ele ministra cursos de política econômica americana e economia do setor público no Harvard College.
Feldstein pode ter feito um de seus maiores impactos através da concentração de seus alunos nos altos escalões do governo e da academia. Entre eles estão: Larry Summers, ex-presidente de Harvard e secretário do Tesouro dos EUA; David Ellwood, reitor da Kennedy School of Government de Harvard; e James Poterba, professor do MIT e membro do painel consultivo de reforma tributária de Bush. Lawrence Lindsey, ex-conselheiro econômico de Bush, escreveu sua tese de doutorado sob orientação de Feldstein, assim como Harvey S. Rosen, o anterior presidente do Conselho de Assessores Econômicos do presidente, Douglas Elmendorf, o diretor anterior do Escritório de Orçamento do Congresso, José Piñera, do Chile Secretário de Trabalho e Seguridade Social durante sua privatização previdenciária em 1980-1981, Jeffrey Sachs, Diretor do Instituto da Terra na Universidade de Columbia, e Glenn Hubbard, primeiro presidente do conselho de Bush e agora reitor da Columbia Business School.

## Morte
Martin Feldstein morreu no dia 11 de junho de 2019 em decorrência de câncer.